# Andorra Airlines
Az Andorra Airlines, kereskedelmi nevén Andorra Airlines Flights S.L. egy spanyol légitársaság, amelynek székhelye az Andorra–La Seu d’Urgell repülőtéren található, és amely 2021-ben néhány charterjáratot üzemeltetett.
A légitársaságot 2015. június 18-án alapította Jorge Soriano José katalán üzletember és volt politikus, a Partido Popular Catalán korábbi szóvivője Sabadell városi tanácsában.

## Története
Az Andorra–La Seu d'Urgell repülőtér 2010 és 2015 közötti átalakításával és újbóli megnyitásával, valamint az Andorrai Közmunkaügyi Minisztérium érdeklődésével egy Andorra nemzetközi kapcsolatainak fejlesztésére irányuló beruházás iránt, több üzletember és befektetési alap összefogott, hogy megvizsgálják egy olyan vállalat létrehozásának lehetőségét, amelynek fő útvonala Andorra la Vella felé vagy onnan indulna, pontosabban a városhoz legközelebb eső repülőtérről, az Andorra–La Seu d'Urgell repülőtérről.

### Első járat
Az Andorra Airlines 2021. április közepén indította el az első járatát. Egy charterjárat volt a Adolfo Suárez Madrid-Barajas repülőtér és az Andorra–La Seu d’Urgell repülőtér között egy dominikai köztársasági küldöttség számára. A járatot egy 70 utas befogadására alkalmas ATR 72-500-as repülőgéppel üzemeltették, amelyet a Canaryfly-tól béreltek.

### Menetrend szerinti járat iránti verseny
2021 szeptemberének elején Jordi Gallardo, az elnökségért, gazdaságért és vállalkozásokért felelős miniszter bejelentette, hogy pályázatot írnak ki egy menetrend szerint járat indítására a Madrid-Barajasi repülőtér és az Andorra–La Seu d'Urgell repülőtér között, azzal a feltétellel, hogy a nyertes decembertől heti két alkalommal indítson járatot az útvonalon.
Október 6-án jelentették be, hogy a kiválasztott légitársaság az Air Nostrum lett, így az Andorra Airlines kiesett a versenyből.

### Charterjáratok üzemeltetése
Az Andorra Airlines üzemeltetett már néhány charterjáratot.
2021. április 20-án a cég a Dominikai Köztársaság küldöttségét szállította a 27. Iberoamerikai Csúcstalálkozóra Madridból az Andorra–La Seu d'Urgell repülőtérre. Ugyanezen év szeptemberében az FC Andorra tagjait szállította a Lleida–Alguaire repülőtérről a Gibraltári repülőtérre, hogy az andorrai csapat lejátszhasson egy mérkőzést az Algeciras CF ellen.
A Segre című lap szerint az FC Barcelona játékosának és üzletember, Gerard Piquének a tulajdonában lévő klub megállapodott az Andorra Airlines-szal, hogy a szezon során a csapat utaztatását biztosítja.

## Célállomások
A légitársaság a következő célállomásokra üzemeltetett járatokat:

## Flotta
Az Andorra Airlines 2022 februárjában egyetlen repülőgépet sem üzemeltetett.

## Fordítás
- Ez a szócikk részben vagy egészben  az   Andorra Airlines című angol Wikipédia-szócikk ezen változatának fordításán alapul.  Az eredeti cikk szerkesztőit annak laptörténete sorolja fel. Ez a jelzés csupán a megfogalmazás eredetét és a szerzői jogokat jelzi, nem szolgál a cikkben szereplő információk forrásmegjelöléseként.
- Ez a szócikk részben vagy egészben  az   Andorra Airlines című spanyol Wikipédia-szócikk ezen változatának fordításán alapul.  Az eredeti cikk szerkesztőit annak laptörténete sorolja fel. Ez a jelzés csupán a megfogalmazás eredetét és a szerzői jogokat jelzi, nem szolgál a cikkben szereplő információk forrásmegjelöléseként.